# Selecció d'hoquei sobre patins masculina d'Anglaterra
La selecció masculina d'hoquei sobre patins d'Anglaterra és l'equip masculí que representa l'Associació nacional d'hoquei patins anglesa en competicions internacionals d'hoquei sobre patins.
Ha guanyat el campionat del món en dues ocasions i el d'Europa en dotze. Va ser la gran dominadora de l'hoquei sobre patins mundial durant les dècades del 1920 i 1930.

## Palmarès
- 2 Campionats del món : 1936[1] i 1939[1]
- 12 Campionats d'Europa : 1926, 1927, 1928, 1929, 1939, 1931, 1932, 1934, 1936,[1] 1937, 1938 i 1939.[1]
- 3 Copes de les Nacions:[2] 1924, 1925 i 1950